# Never Let Me Down (single)
Never Let Me Down is een nummer van Britse muzikant David Bowie en de vierde track van zijn album Never Let Me Down uit 1987. Het nummer werd in augustus 1987 als de derde single van het album uitgebracht. Het was de laatste solosingle van Bowie tot "Real Cool World" uit 1992 (met uitzondering van een remix van "Fame" uit 1990), aangezien hij in de tussenliggende periode aan het werk ging met zijn nieuwe band Tin Machine. Het was de minst succesvolle single van het album, aangezien het wereldwijd de top 10 miste (de vijftiende plaats in de US Mainstream Rock Chart was de hoogste positie). Het was zijn laatste single die de top 40 bereikte in de Billboard Hot 100 tot het nummer "Lazarus" in 2016, kort na het overlijden van Bowie.

## Achtergrond
Bowie beschreef het nummer als een "centrale" track voor zichzelf, waarbij hij het het meest persoonlijke nummer noemde dat hij tot dan toe ooit voor een album heeft geschreven. Hij schreef het over zijn persoonlijke assistent Coco Schwab. Bowie beschreef hun relatie als: "Het is platonisch. Maar er is romantiek bij betrokken, denk ik, aangezien het moeilijk is voor twee mensen om zich totaal op hun gemak te voelen als zij voor zo'n lange periode in elkaars leven zijn en niet te veel van elkaar verwachten. Altijd voorbereid zijn als de ander iemand nodig heeft, weet je wel? Er zijn niet veel mensen die je in je leven zult vinden met wie je dat kunt doen, of je je zo bij kunt voelen."
Bowie begon met zijn eigen akkoordenstructuur voor het nummer maar was er niet blij mee; hij noemde het "log en treurig". Carlos Alomar, die al lang samenwerkte met Bowie en het nummer samen met hem scheef, bewerkte de akkoorden voor het nummer voor de uiteindelijke versie, die in één dag werd opgenomen tijdens de laatste week van het mixen van het album aan het begin van 1987 in de Power Station Studios in New York.

## Videoclip
Bowie legde de videoclip voor het nummer in de handen van de Franse regisseur Jean-Baptiste Mondino. Hij zei over de video: "Het is een experiment; ik leg mezelf volledig in zijn [Mondino's] handen... Ik denk dat als ik [de video zelf] deed, het erg schurend zou zijn, en ik weet niet zeker of dat is hoe ik het nummer visueel wil brengen. In concerten zal het schurend zijn; het zal niet dezelfde kwaliteit hebben als de video. Maar ik denk dat Mondino een fantastische videomaker is. Hij weet gewoon dat dit zijn genre is. Hij is een soort ambachtsman en dat is wat hij perfect probeert te maken, deze ambacht om zijn vijf minuten werkend te maken."
De videoclip, beschreven als een droomachtige uitvoering van een jaren '50-stijl dansmaraton, werd gezien als een "creatieve en innemende" video. Acteur Joe Dallesandro verschijnt in de video als de aankondiger van de dansmarathon.

## Tracklijst
- "Never Let Me Down" geschreven door Bowie en Carlos Alomar, alle andere nummers geschreven door Bowie.

7"-versie
1. "Never Let Me Down" - 3:58
2. "87 and Cry" - 3:53

MC-versie
1. "Never Let Me Down" - 3:58
2. "Day-In Day-Out" (Groucho Mix) - 6:28
3. "Time Will Crawl" (Extended Dance Mix) - 6:00
4. "87 and Cry" - 3:53

12"-versie (EMI America)
1. "Never Let Me Down" (Extended Dance Mix) - 7:00
2. "87 and Cry" (Edit) - 4:18
3. "Never Let Me Down" (Dub) - 3:55
4. "Never Let Me Down" (A Cappella) - 2:03

12"-versie (EMI)
1. "Never Let Me Down" (Extended Dance Mix) - 7:00
2. "Never Let Me Down" (7" Remix Edit) - 3:58
3. "Never Let Me Down" (Dub) - 3:55
4. "Never Let Me Down" (A Cappella) - 2:03
5. "Never Let Me Down" (Instrumental) - 4:00
6. "87 and Cry" - 3:53

Cd-versie (Japan)
1. "Never Let Me Down" (Extended Dance Mix) - 7:01
2. "Never Let Me Down" (7" Remix Edit) - 3:58
3. "Never Let Me Down" (Dub) - 3:55
4. "Never Let Me Down" (A Cappella) - 2:03
5. "Never Let Me Down" (Instrumental) - 4:00
6. "87 and Cry" - 3:53

Cd-versie (Verenigde Staten)
1. "Never Let Me Down" (Edit) - 3:58
2. "Never Let Me Down" (Extended Dance Mix) - 7:01
3. "Never Let Me Down" (Dub) - 3:55
4. "Never Let Me Down" (A Cappella) - 2:03
5. "Never Let Me Down" (Instrumental) - 4:03
6. "Never Let Me Down" (LP Version) - 3:58

Downloadsingle (2007)
1. "Never Let Me Down" - 3:58
2. "87 and Cry" - 3:53
3. "Never Let Me Down" (Extended Dance Mix) - 6:11
4. "Never Let Me Down" (Dub / A Cappella) - 5:57
5. "Shining Star" (12" Mix) - 6:27

## Muzikanten
- David Bowie: zang
- Carlos Alomar: gitaar
- Erdal Kızılçay: basgitaar, drums, keyboards
- Errol "Crusher" Bennett: percussie

## Hitnoteringen

### Nationale Hitparade top 50 /Single Top 100
| Hitnotering: 12-09-1987 t/m 10-10-1987 | Hitnotering: 12-09-1987 t/m 10-10-1987 | Hitnotering: 12-09-1987 t/m 10-10-1987 | Hitnotering: 12-09-1987 t/m 10-10-1987 | Hitnotering: 12-09-1987 t/m 10-10-1987 | Hitnotering: 12-09-1987 t/m 10-10-1987 | Hitnotering: 12-09-1987 t/m 10-10-1987 |
| Week:                                  | 1                                      | 2                                      | 3                                      | 4                                      | 5                                      |                                        |
| -------------------------------------- | -------------------------------------- | -------------------------------------- | -------------------------------------- | -------------------------------------- | -------------------------------------- | -------------------------------------- |
| Positie:                               | 83                                     | 71                                     | 70                                     | 79                                     | 94                                     | uit                                    |